# Down (Breaking Bad)
«Down» es el cuarto episodio de la segunda temporada de la serie de televisión estadounidense de drama Breaking Bad. Fue escrito por Sam Catlin y dirigido por John Dahl.

## Trama
Walt y Jesse se encuentran en una estación de servicio para discutir su próximo movimiento. Walt dice que necesita tiempo para tranquilizar a su familia después de su «estado de fuga» antes de volver a cocinar y le da a Jesse USD $600. A la mañana siguiente, Walt prepara alegremente el desayuno, molestando claramente a Skyler y Walt Jr.; Skyler abandona la casa bruscamente y no regresa hasta mucho después, sin decirle a Walt dónde ha estado. Mientras tanto, Jesse se reúne con sus padres y un abogado, que le dicen que han encontrado en su sótano el laboratorio de metanfetamina y que lo van a desahuciar de la casa de su tía  y que tiene 72 horas para marcharse, pero a la mañana siguiente, la madre de Jesse llega con trabajadores que se llevan todo lo de la casa para guardarlo en un almacén. Al principio, Jesse intenta convencer a su madre de que él puede cambiar, pero luego, enojado, le dice que se ha ganado la casa cuidando a su tía enferma de cáncer, mientras que ella no hizo nada. Ella pierde los estribos y lo abofetea.
Con la esperanza de volver a conectarse con su hijo, Walt le ofrece a Walt Jr. una lección de manejo mientras Skyler está fuera nuevamente. Walt Jr. muestra su habilidad para conducir, pero Walt se da cuenta de que está usando ambos pies para usar los pedales. Cuando Walt intenta que solo use el pie derecho, Walt Jr. se enoja y golpea accidentalmente un cono de seguridad. Jesse busca un lugar para quedarse, pero todos sus amigos lo rechazan. Mientras Jesse hace una llamada en la estación de servicio, le roban su motocicleta y todas sus pertenencias. Abatido, Jesse irrumpe en el solar donde guardan su caravana, pero accidentalmente cae a través de un inodoro portátil, empapándose de desechos. Duerme en su caravana y solo puede respirar a través de una máscara antigás. A la mañana siguiente, Clovis, el dueño de la caravana, lo encuentra y exige el dinero que se le debe, además de un extra por reparaciones en la caravana y el inodoro portátil. Sin dinero, Jesse le pide tiempo para devolvérselo, pero Clovis lo echa y planea vender su equipo para cocinar metanfetamina. Jesse regresa al solar, roba su caravana y escapa atravesando la verja cerrada.
Mientras Walt Jr. está en la escuela, Walt intenta mantener una conversación con Skyler. Se disculpa por cómo ha estado actuando últimamente, pero Skyler sigue estando convencida de que está ocultando algo y se marcha cuando no le dice qué es. Walt la sigue y ve la caravana estacionada cerca de su casa. Él se enfrenta a Jesse por haberlo contactado, y Jesse le dice que solo quiere su mitad del dinero que han ganado y desaparecerá. Walt, enojado, afirma que él  ha hecho todo el trabajo mientras que Jesse no ha hecho nada, despotricando que Jesse es un «drogadicto patético» que es demasiado estúpido para seguir instrucciones simples. Esto hace que Jesse pierda los estribos y lo ataque, pero se impide golpear a Walt. Walt trae a Jesse adentro y le da la mitad de sus ganancias, y luego le ofrece el desayuno. Mientras tanto, de regreso en la estación de servicio, Skyler se sube a su auto y saca un cigarrillo y un encendedor. Ella duda, pensando en su embarazo, pero comienza a fumar.

## Producción
El episodio fue escrito por Sam Catlin y dirigido por John Dahl. Se emitió por AMC en los Estados Unidos y Canadá el 29 de marzo de 2009.

## Recepción de la crítica
El episodio fue bien recibido por la crítica. Seth Amitin, escribiendo para IGN, le dio al episodio un 8.9 de 10. Amitin elogió la actuación de Anna Gunn. Donna Bowman, de The A.V. Club, le dio al episodio una A-.

## Significado del título
«Down» es el segundo título de un episodio en presagiar el desastre del Wayfarer 515. Cuando están juntos, se lee «Seven Thirty-Seven Down Over ABQ», traducido al español como «Siete tres siete cae sobre ABQ».